# Hioki
Hioki (jap. 日置市 Hioki-shi) – miasto w Japonii, w prefekturze Kagoshima, na wyspie Kiusiu.

## Historia
Miasto Hioki powstało 1 maja 2005 roku w wyniku połączenia miasteczek Ijūin, Higashiichiki, Hiyoshi oraz Fukiage (wszystkich z powiatu Hioki).

## Populacja
Zmiany w populacji Hioki w latach 1960–2015: